# Live Rare Remix Box
Live Rare Remix Box е сборен box-set албум на американската фънк рок група Ред Хот Чили Пепърс, издаден през 1994 от Уорнър Брадърс.
Голяма част от песните представляват изпълнения на живо, записани по време на турнето Blood Sugar Sex Magik, както и няколко B-side песни, които не са намерили място в албума.